# N. N. («Сонце заходить, гори чорніють...»)
«N. N. („Сонце заходить, гори чорніють…“)» — вірш Тараса Шевченка, написаний 1848 року в Орській фортеці.

## Написання та публікація
Зберігся чистовий автограф вірша у «Малій книжці». Автограф не датовано. Вірш датується дослідниками за місцем автографа у «Малій книжці» серед творів 1847 року та часом перебування Шевченка з 22 червня 1847-го по 11 травня 1848 року в Орській фортеці, орієнтовно: кінець червня — грудень 1847 року, місце написання — Орська фортеця.
Первісний автограф не відомий. Наприкінці 1849-го (не раніше 1 листопада) або на початку 1850 року (не пізніше дня арешту поета 23 квітня), після повернення з Аральської описової експедиції до Оренбурга, Шевченко переписав вірш з невідомого ранішого автографа до «Малої книжки» (під № 3 до четвертого зшитка за 1846—1847 роки). Згодом, найімовірніше 1857 року, наприкінці перебування поета на засланні в Новопетровському укріпленні, дописано заголовок-присвяту «N. N.». Позначену криптограмою особу не встановлено. Є підстави вважати, що це Ганна Закревська, найсерйозніше захоплення Шевченка останніх перед засланням років, адресат написаних 1848 року віршів «Г. З.» та «Якби зострілися ми знову». Інші можливі адресати — Феодосія Кошиць, відома зі спогадів О. Афанасьєва-Чужбинського дівчина-прочанка, з якою Шевченко познайомився в Києві. До «Більшої книжки» твір не переписано.

## Публікація
Вперше вірш надруковано за «Малою книжкою» у виданні: «Кобзарь Тараса Шевченка / Коштом Д. Е. Кожанчикова» (СПб., 1867 рік, стор. 403) і того ж року у виданні: «Поезії Тараса Шевченка» (Львів, 1867 рік, том 2, стор. 222—223). В обох виданнях подано за «Малою книжкою», але без заголовка «N. N.», у львівському виданні з пропуском, за недоглядом, передостаннього, 14-го рядка).

## Сюжет
Вірш навіяний спогадами про Україну, почуттям туги за коханою. Лірична тема розвивається поступово: від малюнка степового вечора на засланні до мотиву інтимних переживань самого поета. Вірш має широку загальнолюдську основу, водночас він нерозривно пов'язаний з біографією автора.

## Музика
Музику до твору писали М. Лисенко, В. Заремба, К. Стеценко, Я. Степовий, С. Людкевич, А. Кос-Анатольський й інші.